# Cay Reventlow
Cay Friedrich greve Reventlow (17. november 1753 i Paris – 6. august 1834 på Gut Altenhof) var en dansk gehejmestatsminister, bror til Christian, Heinrich og Fritz Reventlow og far til Theodor og Eugen Reventlow.

## Uddannelse
Han var søn overkammerherre Ditlev greve Reventlow og fødtes i Paris. I hjemmet i København var de senere biskopper Nicolai Edinger Balle og Hector Janson lærere. I efteråret 1769 blev han sammen med broderen Fritz immatrikuleret i Göttingen, hvor de studerede sammen med brødrene Christian og Friedrich Leopold zu Stolberg-Stolberg og Carl Friedrich Cramer. På en rejse til Braunschweig i Heinrich Christian Boie selskab lærte de Gotthold Ephraim Lessing at kende, forlod i påsken 1773 universitetet og vendte tilbage til hjemmet.

## Karriere
Her udnævntes Reventlow samme år til auskultant ved Overretten på Gottorp Slot, fik 1775 votum og blev 1776 udnævnt til råd. Samme år blev han kammerherre, foretog 1777 en rejse gennem Frankrig og Holland, blev 1778 3. civildeputeret i Admiralitets- og Kommissariatskollegiet og udnævntes 24. december 1779 til gesandt i Spanien, hvortil han ankom 29. oktober 1780. Han forblev i denne stilling, indtil han efter regeringsforandringen 14. april 1784 hjemkaldtes og overøstes med embeder af Andreas Peter Bernstorff. Han blev rappeleret 6. marts 1784 (var afrejst 20. oktober 1782 med løfte om at blive rappeleret).
Reventlow udnævntes til overceremonimester og overkammerjunker (til 1797), amtmand i Flensborg Amt (4. april til 24. maj 1784) samt medlem af Overbankdirektionen (til 1802) og Kanalkommissionen (til 1797) og fungerede (med A.P. Bernstorff som stedfortræder) til 1802 tillige som chef for Det Kongelige Bibliotek, af hvilken institution han i flere henseender har gjort sig fortjent. 1793 blev biblioteket åbnet for publikum. 1793-1803 var han chef for Det kongelige Mønt- og Medaillekabinet og 1794-1802 for Det kongelige Kunstkammer. Samtidig tiltrådte han besiddelsen af de efter faderen arvede godser Altenhof, Glasau og Askov. I april 1788 udnævntes han til gesandt i Stockholm og beklædte dette embede til april 1794. Hans værdifulde, 1895 offentliggjorte gesandtskabsrapporter om kong Gustav III's mord 1792 er prægede af en mild, forsonende opfattelse af den ulykkelige, i Danmark ellers så forhadte konge.

### Gehejmestatsminister
Efter Bernstorffs død udnævntes Reventlow, der 1782 var blevet Hvid Ridder og 1790 gehejmeråd, 5. juli 1797 til statsminister og chef for Tyske Kancelli. Kun få år beklædte han disse stillinger. I året 1802 så regeringen sig foranlediget til at udskrive nye skatter i begge kongeriger og hertugdømmerne. Ved denne lejlighed hævdede ridderskabet i Slesvig og Holsten sin skattebevillingsret og indkom med klage til kongen over indgreb i dets rettigheder. Medens Christian Ditlev Frederik Reventlow og Ernst Heinrich von Schimmelmann, selv store jordegodsejere og knyttede til den slesvig-holstenske adel ved mange bånd, påstod kongens ret til at udskrive denne skat i alle landsdele og af alle undersåtter, fandt ridderskabets protest støtte hos Cay Reventlow. Da hans forestillinger ikke toges til følge, indgav han umiddelbart efter, at skatteforordningen var blevet vedtaget i statsrådet, sin afskedsbegæring og blev 12. december "paa Ansøgning allernaadigst", ikke i nåde, entlediget.

### Senere virke
Kronprinsen glemte dog senere den uvilje, han havde fattet mod Reventlow. 1808 udnævntes denne til gehejmekonferensråd, og 1816 blev han beskikket til guvernør og landdrost i Lauenburg, fik ordre til i august samme år at tage mod undersåtternes hylding og blev dekoreret med Elefantordenen og blev Dannebrogsmand. Resten af sit liv tilbragte Reventlow for det meste på sit gods Altenhof, som han i enhver henseende forbedrede. Her døde han 6. august 1834.
1795 var han blevet æresmedlem af Videnskabernes Selskab.

## Vurdering
Friedrich Christoph Perthes betegner ham som "den Sidste af den svundne Tids store Adelsmænd, den ædleste, Fædrelandet har ejet". Barthold Georg Niebuhr fremhæver det stille, huslige liv, han selv som statsminister vedblev at føre. "i hans Hjem, hvor hverken frivole Ting eller ligegyldige Mennesker vare Taleemner, kunde man bedre end noget andet Sted udhvile sig i en ren og naturlig Samtale." Også Johan Georg Rist roser hans store menneskelige egenskaber, hans retsind, velvilje og religiøsitet. Charlotte Schimmelmann omtaler dog en hos ham fremtrædende tvivlrådig holdning og mangel på evne til at handle i stort og småt. Han viste sig som tilhænger af Johann Caspar Lavaters mystisk-religiøse retning og var et af de ivrigste medlemmer i den af hans intimeste ven landgrev Carl af Hessen, kronprinsen og Bernstorff dannede åndeseerklub, der 1793 indkaldte Lavater, som også har tilegnet Reventlow sine Briefe über die Schriftlehre.

## Ægteskaber
Reventlow blev gift 1. gang 6. november 1785 på Gartow med komtesse Wilhelmine Magdalene Ulrica Bernstorff (10. oktober 1766 på Gartow – 10. maj 1787 i København), datter af grev Joachim Bechtold Bernstorff til Gartow (1734-1807, gift 1. gang 1757 med Louise von Steinberg, 1738-1758) og Magdalene Hedevig von Lowzow (1742-1803).
Gift 2. gang 24. april 1797 i Frederiks tydske Kirke med komtesse Emilie Louise Henriette Bernstorff (7. oktober 1776 i København – 26. november 1855 i Preetz), datter af udenrigsminister Andreas Peter Bernstorff (1735-1797) og Henriette født Stolberg (1747-1782).
Han er begravet i Sarau.

## Gengivelser
- Portrætmaleri af Alexander Roslin ca. 1770 (Altenhof)
- Portrætmaleri af Friedrich Carl Gröger ca. 1806 (Altenhof)
- Portrætmaleri af Hans Friedrich Baasch (Kunsthalle, Kiel)
- Afbildet sammen med Friedrich Christoph Dahlmann og Uwe Jens Lornsen på tegning fra 1840'erne og på litografi